# Pseudocolaptes johnsoni
El trepamusgos barbablanca del Pacífico (Pseudocolaptes johnsoni), también denominado cotí Pacífico, barbablanca habana (en Ecuador) o corretroncos barbablanca (en Colombia), es una especie de  ave paseriforme de la familia Furnariidae. Es nativo de la pendiente del Pacífico de los Andes del noroeste de América del Sur.

## Distribución y hábitat
Se distribuye muy localizadamente en la pendiente occidental de los Andes occidentales de Colombia (hacia el sur desde Antioquia y centro de Chocó) y en el oeste de Ecuador (al sur hasta provincia de El Oro).
Esta especie es considerada poco común y local en su hábitat natural, el dosel y los bordes de selvas húmedas montanas de baja altitud y de estribaciones montañosas, entre los 700 y 1700 m.

## Sistemática

### Descripción original
La especie P. johnsoni fue descrita por primera vez por los zoólogos suecos Einar Lönnberg y Carl Hialmar Rendahl en 1922 bajo el mismo nombre científico; su localidad tipo es: «Baeza, camino a Napo, 1830 m, Ecuador».

### Etimología
El nombre genérico masculino «Pseudocolaptes» se compone de las palabras del griego «pseudos» que significa ‘falso’, ‘otro’, y «kolaptēs, kolaptō» que significa ‘picador’, ‘que pica’; y el nombre de la especie «johnsoni», conmemora al cónsul sueco en Ecuador Axel Axelson Johnson (1876-1958).

### Taxonomía
La presente especie fue considerada conespecífica con Pseudocolaptes lawrencii por diversos autores, y como especie separada por otros, como Aves del Mundo (HBW), Birdlife International (BLI) y el Congreso Ornitológico Internacional (IOC). El Comité de Clasificación de Sudamérica (SACC) no aprobó la Propuesta N° 28, de separación de la especie, debido a la insuficiencia de evidencias publicadas. Sin embargo, con base en las evidencias de diferencias morfológicas, de vocalización y genéticas, el SACC aprobó la separación en la Propuesta No 940.
Es monotípica.